# Ófærufoss
Az Ófærufoss-vízesés Izland középső részén található az Eldgjá vulkanikus hasadékvölgyben az Izlandi-felföldön. Egészen az 1990-es évek elejéig egy természetes bazalthíd vezetett át a vízesés felett, ám ez 1993-ban természetes okokból összeomlott.

## Képgaléria

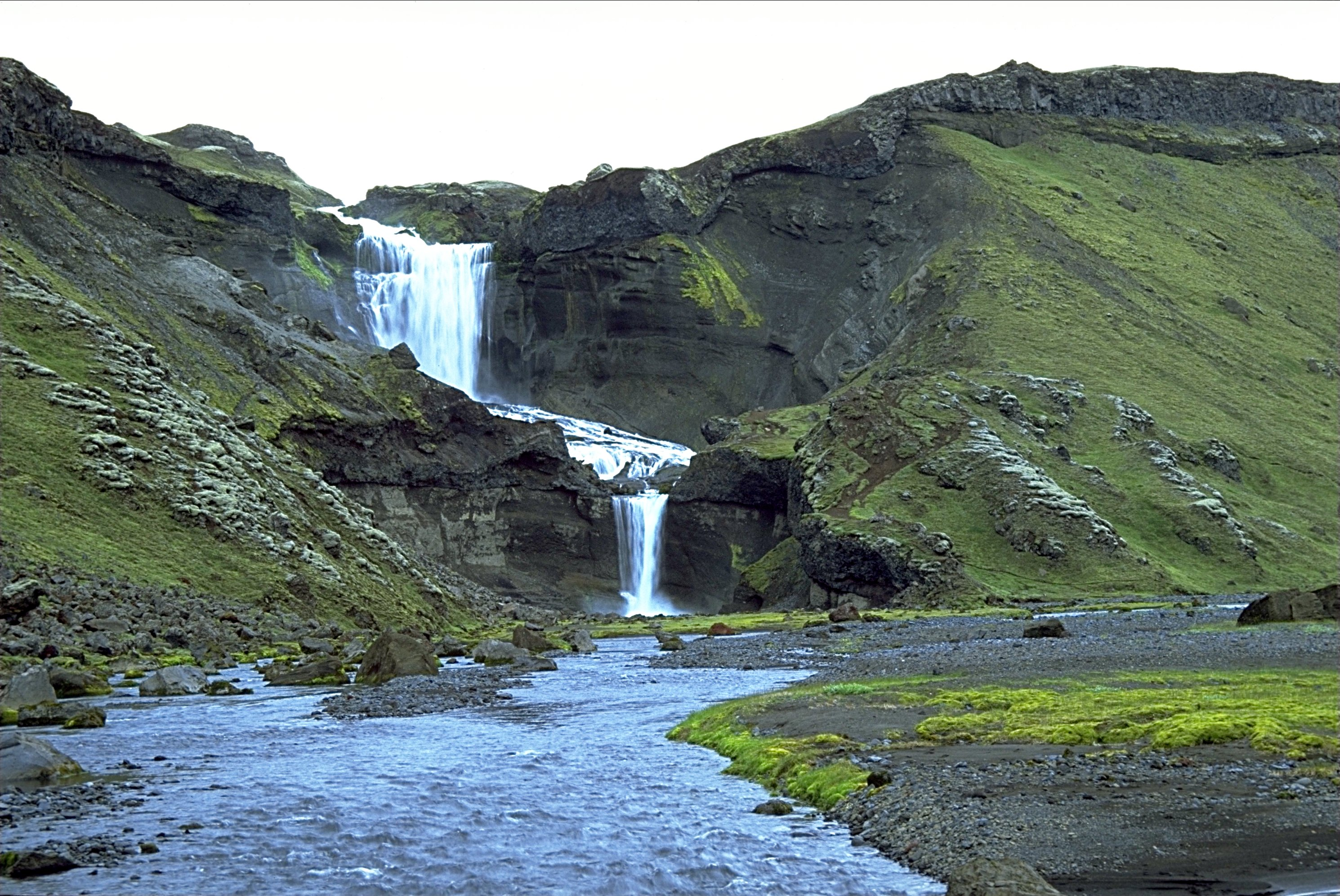
Az Ófærufoss-vízesés
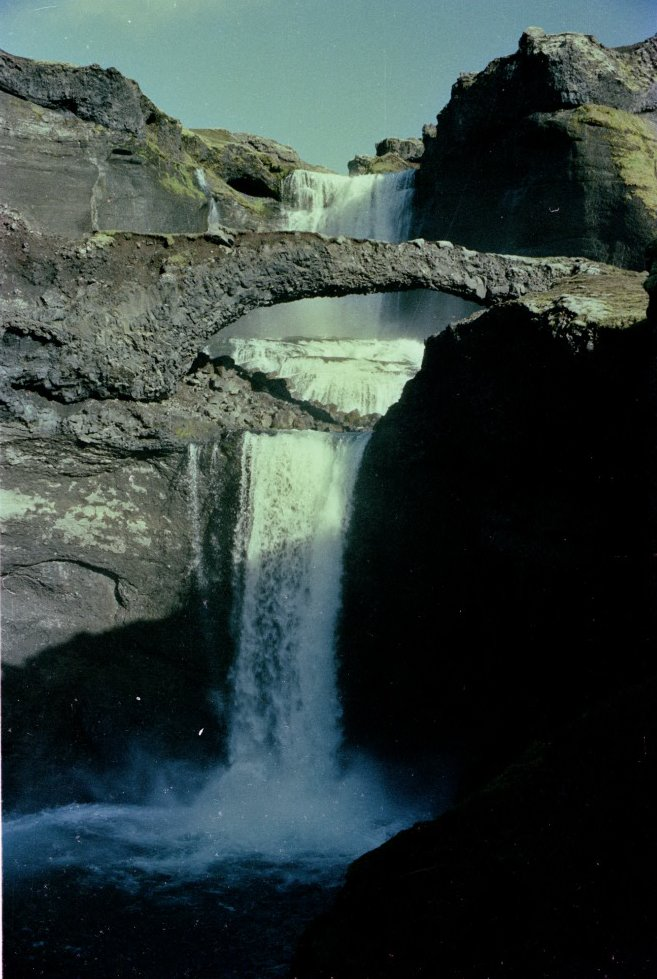
Az egykori bazalthíd a vízesés fölött
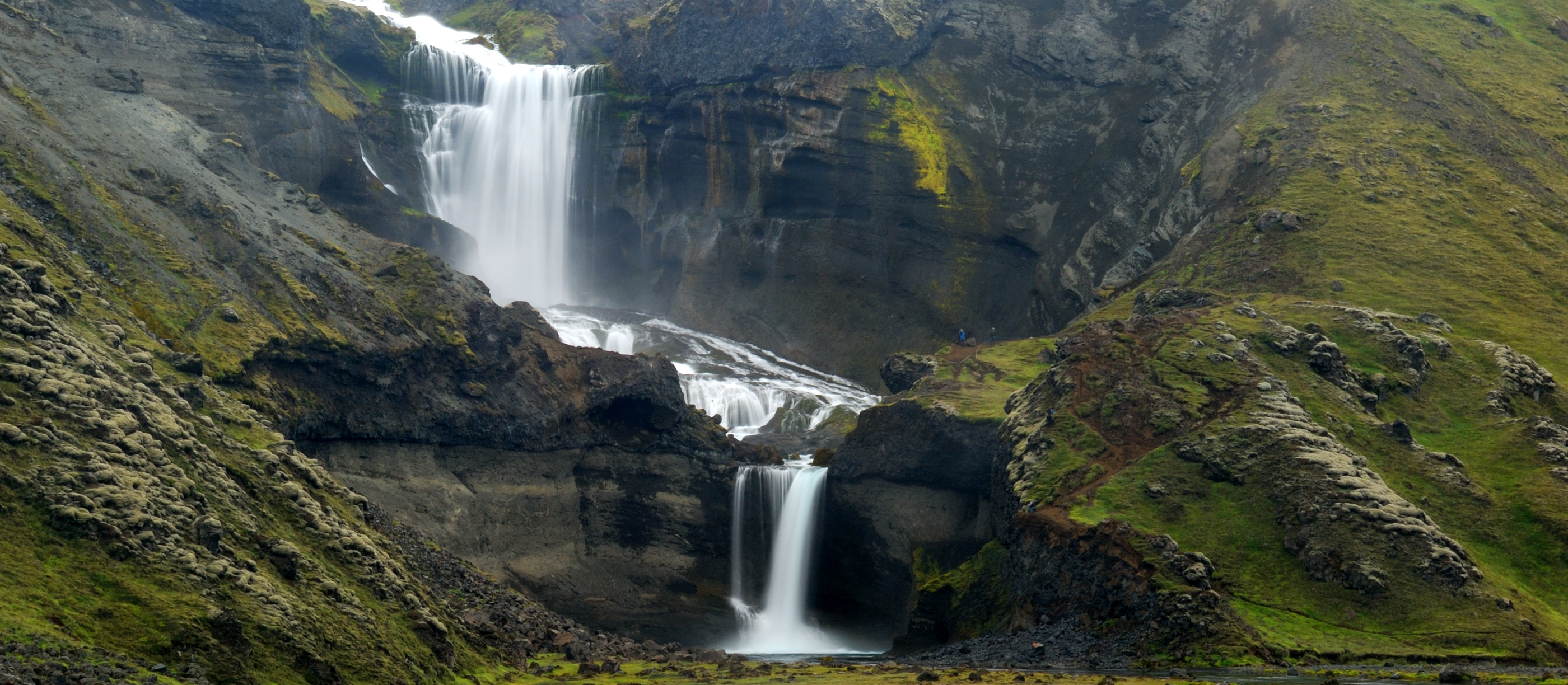
A vízesés